# Cleptometopus scutellatus
Cleptometopus scutellatus är en skalbaggsart som beskrevs av Hüdepohl 1996. Cleptometopus scutellatus ingår i släktet Cleptometopus och familjen långhorningar. Inga underarter finns listade i Catalogue of Life.